# Луиза Прусская (1829—1901)
Мария Луиза Анна Прусская (нем. Marie Luise Anna von Preußen; 1 марта 1829, Берлин — 10 мая 1901, Франкфурт-на-Майне, Пруссия) — прусская принцесса из династии Гогенцоллернов, в браке — ландграфиня Гессен-Филипсталь-Барфельдская.

## Биография
Луиза родилась 1 марта 1829 года в Берлине. Она была вторым ребёнком и старшей дочерью в семье принца Карла Прусского и его жены Марии Саксен-Веймар-Эйзенахской. Девочка имела старшего на год брата Фридриха Карла, а через семь лет появилась младшая сестра Мария Анна.
Королевством Пруссия в это время правил её дед Фридрих Вильгельм III.
Резиденциями семьи были Дворец принца Карла в Берлине и замок Глинике вблизи Потсдама. Семья жила богатой жизнью. Отец был известным коллекционером и меценатом. Мать приходилась племянницей правящему императору Российской империи Николаю I.
В возрасте 24 лет Луиза вышла замуж за 23-летнего принца Алексиса Гессен-Филипсталь-Бархфельдского. Свадьба прошла 27 июня 1854 года во дворце Шарлоттенбург в Берлине. Вскоре, правящий ландграф Гессен-Филипсталь-Бархфельда Карл умер, и Алексис унаследовал отцовские владения.
Брак был бездетным, и через девять лет супруги разошлись. Развод был оформлен 6 марта 1861 года. Алексис больше не женился. В 1866 году территория ландграфства отошла к Пруссии.
Луиза в 1873 году приобрела за 130 тысяч гульденов замок Монфор на Боденском озере. Там она проводила много времени, особенно летом, до самой смерти.
Луиза ушла из жизни 10 мая 1901 года в Франкфурте в возрасте 72 лет. Похоронили её, как и брата, в лесной церкви святых Петра и Павла в берлинском районе Ванзе.

## Награды
— Орден Луизы (Пруссия);